# Termodinamika nanostruktur
Ker se naprave še naprej skrčijo v območje pod 100 nm v skladu s trendom, ki ga predvideva Moorov zakon, postaja tema toplotnih lastnosti in transporta v takšnih nanomerilnih napravah vse pomembnejša. Prikaz velikega potenciala nanostruktur za termoelektrično uporabo prav tako spodbuja študije toplotnega transporta v takih napravah. Ta področja pa ustvarjajo dve nasprotujoči si zahtevi: visoko toplotno prevodnost za reševanje vprašanj ogrevanja v napravah pod 100 nm in nizko toplotno prevodnost za termoelektrične aplikacije. Ta vprašanja je mogoče obravnavati s fononskim inženiringom, ko se preuči in razume toplotno vedenje nanovelikosti.

## Učinek omejene dolžine strukture
Na splošno lahko k toplotni prevodnosti prispevata dva nosilca - elektroni in fononi. V nanostrukturah običajno prevladujejo fononi, fononske lastnosti strukture pa postanejo še posebej pomembne za toplotno prevodnost. Te lastnosti fonona vključujejo: hitrost fononske skupine, mehanizme sipanja fononov, toplotno zmogljivost, parameter Grüneisen. Za razliko od razsutih materialov imajo naprave v nanomerilu toplotne lastnosti, ki so zapletene zaradi mejnih učinkov zaradi majhnosti. Pokazalo se je, da v nekaterih primerih v procesih toplotne prevodnosti prevladujejo fonon-mejni učinki sipanja, kar zmanjšuje toplotno prevodnost.
Glede na velikost nanostrukture so lahko srednje vrednosti proste poti fonona (Λ) primerljive ali večje od velikosti objekta, 𝐿. Ko 𝐿 je večja od fononske srednje proste poti, proces sipanja Umklapp omejuje toplotno prevodnost (režim difuzivne toplotne prevodnosti). Ko 𝐿 je primerljiva ali manjša od povprečne proste poti (ki je za ogljikove nanostrukture reda 1 μm), model neprekinjene energije, ki se uporablja za materiale v razsutem stanju, ne velja več, upoštevati pa je treba tudi ne lokalne in neuravnotežene vidike prenosa toplote. V tem primeru se lahko fononi v brezhibni strukturi razmnožujejo brez razprševanja in toplotna prevodnost postane balistična (podobno balistični prevodnosti). Hujše spremembe toplotnega obnašanja opazimo pri velikosti funkcije 𝐿, ki se skrči še navzdol do valovne dolžine fononov. 

## Nanožice

### Meritve toplotne prevodnosti
Prva meritev toplotne prevodnosti v silicijevih nanožicah je bila objavljena leta 2003. Poudarjeni sta bili dve pomembni značilnosti: 1) Izmerjena toplotna prevodnost je bistveno nižja od tiste v razsutem stanju Si in, ko se premer žice zmanjša, se ustrezna toplotna prevodnost zmanjša. 2) Ko se premer žice zmanjša, razprševanje meje fonona prevladuje nad sipanjem fononov ( Umklapp ), kar zmanjšuje toplotno prevodnost s povišanjem temperature.
Za žice 56 nm in 115 nm so opazili odvisnost k ~ T3, za 37 nm žice k ~ T2 odvisnost in 22 nm žice k ~ T odvisnost. » Chen et al.« so pokazali, da se enodimenzionalni križanec za 20 nm Si nanožice pojavi okoli 8K, medtem ko je bil pojav opažen pri temperaturnih vrednostih, večjih od 20K. Zato razlog za takšno vedenje ni v zaprtosti, ki jo doživljajo fononi, tako da tridimenzionalne strukture kažejo dvodimenzionalno ali enodimenzionalno vedenje.

### Teoretični modeli za nanožice

#### Različni fononski načini prispevajo k toplotni prevodnosti
Ob predpostavki, da je Boltzmannova transportna enačba veljavna, lahko toplotno prevodnost zapišemo kot:
{\displaystyle k={\frac {1}{3}}Cv_{g}\Lambda ={\frac {1}{3}}Cv_{g}^{2}\tau }
kjer je C toplotna zmogljivost, vg hitrost skupine in 𝜏 je čas za sprostitev. Upoštevajte, da ta predpostavka ne velja, ko so dimenzije sistema primerljive ali manjše od valovne dolžine fononov, odgovornih za toplotni transport. V našem primeru so fononske valovne dolžine običajno v območju 1 nm, obravnavane nanožice pa so v območju več deset nanometrov, tako da predpostavka je veljavna.
Prispevke različnih fononskih načinov k toplotni prevodnosti je mogoče izluščiti iz analize eksperimentalnih podatkov za silicijeve nanožice različnih premerov , da izločimo produkt C·v g za analizo. Pokazalo se je, da so vsi fononski načini, ki prispevajo k toplotnemu transportu, vzbujeni precej pod Si Debyejevo temperaturo (645 K).
{\displaystyle (Cv_{g})_{i}={\frac {k_{B}^{4}T^{3}}{2\hbar ^{3}\pi ^{2}}}\int {\frac {1}{v_{p,i}^{2}}}\left[{\frac {x^{4}\exp(x)}{(\exp(x)-1)^{2}}}\right]\,dx}
kjer {\displaystyle x=h\omega /k_{B}T} in {\displaystyle v_{p,i}} je fononska fazna hitrost, ki je manj občutljiva na fononske disperzije kot skupinska hitrost v g .
Mnogi modeli fononskega toplotnega transporta ne upoštevajo učinkov prečnih akustičnih fononov (TA) pri visokih frekvencah zaradi manjše skupne hitrosti. (Iz istega razloga se prezrejo tudi optični fononski prispevki. ) Vendar pa ima zgornja veja TA fononov neničelno hitrost skupine na meji območja Brillouin vzdolž smeri Γ-Κ in se obnaša podobno kot vzdolžni akustični fononi (LA) in lahko prispeva k prenosu toplote.
Nato so možni načini fononov, ki prispevajo k toplotni prevodnosti, tako LA kot TA fononi pri nizkih in visokih frekvencah. Z uporabo ustreznih disperzijskih krivulj se lahko nato izračuna produkt C·vg in prilagodi eksperimentalnim podatkom. Najboljše prileganje je bilo ugotovljeno, ko je prispevek visokofrekvenčnih TA fononov predstavljal 70% izdelka pri sobni temperaturi. Preostalih 30% prispevajo fononi LA in TA pri nizki frekvenci.

#### Uporaba popolnih fononskih disperzij
Toplotna prevodnost v nanožicah se lahko izračuna na podlagi popolnih fononskih disperzij namesto lineariziranih disperzijskih razmerij, ki se običajno uporabljajo za izračun toplotne prevodnosti v razsutih materialih. 
Ob predpostavki, da je fononski transport difuziven in je Boltzmannova transportna enačba (BTE) veljavna, lahko toplotno prevodnost nanožic G(T) definiramo kot:
{\displaystyle G(T)\simeq \sum _{\alpha }{\int {{\frac {\lambda _{a}(k_{z})}{L}}{\frac {\hbar \omega _{\alpha }(k_{z})}{2\pi }}{\frac {df_{B}}{dT}}v_{z}(\alpha ,k_{z})dk_{z}}}}
kjer spremenljiva α predstavlja diskretna kvantna števila, povezana s podpasovi, najdenimi v enodimenzionalnih fononskih disperzijskih razmerjih, fB predstavlja Bose-Einsteinovo porazdelitev, vZ je fononska hitrost v smeri z in λ dolžina fononske relaksacije vzdolž smeri dolžine žice. Toplotna prevodnost se nato izrazi kot:
{\displaystyle k(T)={\frac {1}{S}}\sum {\alpha }{\int _{0}^{\frac {\pi }{a_{z}}}\lambda _{\alpha }(k_{z}){\frac {\hbar \omega _{\alpha }(k_{z})}{2\pi }}{\frac {df_{B}}{dT}}v_{z}(\alpha ,k_{z})\,dk_{z}}}
kjer je S površina prečnega prereza žice, a z konstanta mreže.
Pokazalo se je , da je z uporabo te formule in atomistično izračunanih fononskih disperzij (z medatomskimi potenciali  ) možno napovedno izračunati krivulje mrežne toplotne prevodnosti za nanožice, kar se dobro ujema z eksperimenti. Po drugi strani pa s približno Callawayevo formulo ni bilo mogoče dobiti pravilnih rezultatov.  Pričakuje se, da bodo ti rezultati veljali za "nanopalčiče", za katere učinki omejevanja fononov niso pomembni. Si nanožice, širše od ~35 nm spadajo v to kategorijo. 

#### Zelo tanke nanožice
Za nanožice z velikim premerom so se teoretični modeli, ki predpostavljajo, da so premeri nanožic primerljivi s povprečno prosto potjo in da je povprečna prosta pot neodvisna od frekvence fononov, lahko zelo ustrezali eksperimentalnim rezultatom. Toda za zelo tanke nanožice, katerih dimenzije so primerljive z valovno dolžino prevladujočega fonona, je potreben nov model. Študija v  je pokazala, da je v takšnih primerih sipanje na meji fonona odvisno od frekvence. Nato je treba uporabiti novo povprečno prosto pot:
{\displaystyle l^{-1}=B\left({\frac {h}{d}}\right)^{2}{\frac {1}{d}}\left({\frac {\omega }{\omega _{D}}}\right)^{2}N(\omega )}
Tukaj je l povprečna prosta pot (enako kot Λ). Parameter h je lestvica dolžine, povezana z neurejeno koordinacijo, d je premer, N(ω) je število načinov pri frekvenci ω in B je konstanta, povezana z neurejenimi koordinati. 
Toplotna prevodnost se nato izračuna z uporabo Landauerjeve formule:
{\displaystyle G(T)=\int \limits _{0}^{\infty }{\frac {\mathrm {d} \omega }{2\pi }}\,\left({\frac {N_{1}(\omega )}{1+L/l(\omega )}}+{\frac {N_{2}(\omega )}{1+L/d}}\right){\frac {\hbar ^{2}\omega ^{2}}{k_{B}T^{2}}}{\frac {\exp(\hbar \omega /k_{B}T)}{[\exp(\hbar \omega /k_{B}T)-1]^{2}}}}

## Ogljikove nanocevke
Kot nanometrske grafitne strukture so ogljikove nanocevke zelo zanimive zaradi svojih toplotnih lastnosti. Nizkotemperaturna specifična toplota in toplotna prevodnost kažeta neposreden dokaz 1-D kvantizacije strukture fononskega pasu . Modeliranje nizkotemperaturne specifične toplote omogoča določitev fononske hitrosti na cevi, cepitev fononskih podpasov na eni cevi in interakcijo med sosednjimi cevmi v snopu.

### Meritve toplotne prevodnosti
Meritve kažejo toplotno prevodnost enostenskih ogljikovih nanocevk (SWNT) pri sobni temperaturi približno 3500 W/(m·K)  in več kot 3000 W/(m·K) za posamezne večstenske ogljikove nanocevke (MWNT).  Te lastnosti je težko ponoviti na makroskali zaradi nepopolnega stika med posameznimi CNT, zato so oprijemljivi predmeti iz CNT, kot so filmi ali vlakna, doslej dosegli le do 1500 W/(m·K)  . Dodajanje nanocevk epoksidni smoli lahko podvoji toplotno prevodnost za obremenitev samo 1 %, kar kaže, da so kompozitni materiali nanocevk lahko uporabni za aplikacije upravljanja toplote.

### Teoretični modeli za nanocevke
Toplotna prevodnost v CNT je v glavnem posledica fononov in ne elektronov  zato Wiedemann–Franzov zakon ni uporaben.
Na splošno je toplotna prevodnost tenzorska kakovost, vendar je za to razpravo pomembno upoštevati le diagonalne elemente:
{\displaystyle k_{zz}=\sum C{v_{z}}^{2}\tau }
kjer je C specifična toplota in v z in {\displaystyle \tau } sta skupinska hitrost in relaksacijski čas danega fononskega stanja.
Pri nizkih temperaturah (T je veliko nižja od Debyejeve temperature) je relaksacijski čas določen s sipanjem fiksnih nečistoč, napak, mej vzorca itd. in je približno konstanten. Zato je pri običajnih materialih nizkotemperaturna toplotna prevodnost enako odvisna od temperature kot specifična toplota. Vendar v anizotropnih materialih to razmerje ne drži strogo. Ker je prispevek vsakega stanja utežen s časom sipanja in kvadratom hitrosti, toplotna prevodnost prednostno vzorči stanja z veliko hitrostjo in časom sipanja. Na primer, v grafitu je toplotna prevodnost vzporedna z bazalnimi ravninami le šibko odvisna od vmesnih fononov. V snopih SWNT je verjetno, da je k(T) odvisno samo od fononov na cevki in ne od načinov med cevkami.
Toplotna prevodnost je še posebej zanimiva za nizkodimenzionalne sisteme. Za CNT, predstavljen kot 1-D balistični elektronski kanal, je elektronska prevodnost kvantizirana z univerzalno vrednostjo od:
{\displaystyle G_{0}={\frac {2e^{2}}{h}}}
Podobno je za en sam balistični 1-D kanal toplotna prevodnost neodvisna od parametrov materiala in obstaja kvant toplotne prevodnosti, ki je linearen glede na temperaturo: 
{\displaystyle G_{th}={\frac {\pi ^{2}{k_{B}}^{2}T}{3h}}}
Možne pogoje za opazovanje tega kvanta sta preučila Rego in Kirczenow.  Leta 1999 so Keith Schwab, Erik Henriksen, John Worlock in Michael Roukes izvedli vrsto eksperimentalnih meritev, ki so omogočile prvo opazovanje kvantne toplotne prevodnosti.  Pri meritvah so bile uporabljene viseče nanostrukture, povezane z občutljivimi enosmernimi merilnimi napravami SQUID. Leta 2008 je bila za stalno zbirko Muzeja moderne umetnosti v New Yorku pridobljena barvna elektronska mikrografija ene od naprav Caltech.
Pri visokih temperaturah začne trifononsko sipanje Umklapp omejevati čas relaksacije fononov. Zato ima fononska toplotna prevodnost vrh in pada z naraščajočo temperaturo. Umklapp - sipanje zahteva proizvodnjo fonona blizu meje Brillouinovega območja; zaradi visoke Debyejeve temperature diamanta in grafita je vrh toplotne prevodnosti teh materialov blizu 100 K, kar je bistveno višje kot pri večini drugih materialov. V manj kristalnih oblikah grafita, kot so ogljikova vlakna, se vrh k(T) pojavi pri višjih temperaturah, ker sipanje napak ostaja prevladujoče nad sipanjem Umklapp pri višji temperaturi.  V nizkodimenzionalnih sistemih je težko ohraniti tako energijo kot zagon za procese Umklapp,  zato je mogoče, da je sipanje Umklapp v nanocevkah potlačeno glede na 2-D ali 3-D oblike ogljika.
"Berber et al."  so izračunali fononsko toplotno prevodnost izoliranih nanocevk. Vrednost k(T) doseže vrh blizu 100 K, nato pa pada z naraščajočo temperaturo. Vrednost k(T) na vrhu (37.000 W/(m·K)) je primerljiva z najvišjo kdaj izmerjeno toplotno prevodnostjo (41.000 W/(m·K) za izotopsko čist vzorec diamanta pri 104 K). Tudi pri sobni temperaturi je toplotna prevodnost precej visoka (6600 W/(m·K)), kar skoraj za faktor 2 presega sporočeno toplotno prevodnost izotopsko čistega diamanta pri sobni temperaturi.
V grafitu medslojne interakcije dušijo toplotno prevodnost za skoraj 1 red velikosti </link> . Verjetno se isti proces dogaja v snopih nanocevk. Zato je pomembno, da je sklopitev med cevmi v snopih šibkejša od pričakovane. Lahko se zgodi, da je ta šibka sklopitev, ki je problematična za mehanske aplikacije nanocevk, prednost za toplotne aplikacije.

#### Fononska gostota stanj za nanocevke
Fononsko gostoto stanj je treba izračunati s pasovno strukturo izoliranih nanocevk, ki jo preučujejo Saito et al.   in Sanchez-Portal et al.  Ko grafensko ploščo ''zvijemo'' v nanocevko, se 2-D pasovna struktura zloži v veliko število 1-D podpasov. V (10,10) cevi, na primer, šest fononskih pasov (trije akustični in trije optični) grafenskega lista postane 66 ločenih 1-D podpasov. Neposredni rezultat tega zlaganja je, da ima gostota stanj nanocevk številne ostre vrhove zaradi 1-D van Hove singularnosti, ki jih v grafenu in grafitu ni. Kljub prisotnosti teh singularnosti je skupna gostota stanj podobna pri visokih energijah, tako da bi morala biti tudi specifična toplota pri visoki temperaturi približno enaka. To je pričakovano: visokoenergijski fononi bolj odražajo vezi ogljik-ogljik kot geometrija grafenskega lista.

## Tanki filmi
Tanki filmi prevladujejo v industriji mikro in nanoelektronike za izdelavo senzorjev, aktuatorjev in tranzistorjev; tako lastnosti prenosa toplote vplivajo na delovanje in zanesljivost številnih struktur, kot so tranzistorji, polprevodniški laserji, senzorji in aktuatorji. Čeprav so te naprave tradicionalno izdelane iz razsutega kristalnega materiala (silicija), pogosto vsebujejo tanke plasti oksidov, polisilicija, kovine, kot tudi supermreže, kot so nizi tankih plasti GaAs/AlGaAs za laserje.

### Monokristalni tanki filmi
Filmi silicij na izolatorju (SOI) z debelino silicija 0,05 µm do 10 µm nad zakopano plastjo silicijevega dioksida so vse bolj priljubljene za polprevodniške naprave zaradi povečane dielektrične izolacije, povezane s SOI/  SOI rezine vsebujejo tanko plast silicija na oksidni plasti in tanek film monokristalnega silicija, ki zmanjša efektivno toplotno prevodnost materiala do 50 % v primerjavi s silicijem v razsutem stanju zaradi sipanja fononskih vmesnikov ter napak in dislokacij v kristalni strukturi. Prejšnje študije Asheghija et al., kažejo podoben trend.  Druge študije tankih plasti kažejo podobne toplotne učinke.

### Supermreže
Toplotne lastnosti, povezane s supermrežami, so ključne pri razvoju polprevodniških laserjev. Toplotna prevodnost supermrež je manj razumljena kot homogeni tanki filmi. Teoretizira se, da imajo supermreže nižjo toplotno prevodnost zaradi nečistoč zaradi neusklajenosti rešetk in na heterospojih. V tem primeru je treba upoštevati sipanje fononskega vmesnika na heterospojih; popolnoma elastično sipanje podcenjuje toplotno prevodnost, medtem ko popolnoma neelastično sipanje precenjuje toplotno prevodnost.   Na primer, tankoplastna supermreža Si/Ge ima večje zmanjšanje toplotne prevodnosti kot sklad folije AlAs/GaAs  zaradi povečanega neskladja mreže. Preprosta ocena toplotne prevodnosti supermrež je:
{\displaystyle k_{n}=\left({\frac {C_{1}v_{1}C_{2}v_{2}}{C_{1}v_{1}+C_{2}v_{2}}}\right)\left({\frac {d_{1}+d_{2}}{2}}\right)}
kjer sta C 1 in C 2 ustrezna toplotna kapaciteta filma 1 oziroma filma 2, v 1 in v 2 sta hitrosti širjenja zvoka v filmu 1 in filmu 2, d1 in d2 pa sta debelini filma 1 in filma 2. Ta model zanemarja sipanje znotraj plasti in predpostavlja popolnoma razpršeno, neelastično sipanje. 

### Polikristalni filmi
Polikristalni filmi so pogosti v polprevodniških napravah, saj je zaporna elektroda tranzistorja z učinkom polja pogosto narejena iz polikristalnega silicija . Če so velikosti zrn polisilicija majhne, lahko notranje sipanje na mejah zrn preglasi učinke sipanja na mejah filma. Poleg tega meje zrn vsebujejo več nečistoč, kar povzroči razpršitev nečistoč. Podobno bodo neurejeni ali amorfni filmi doživeli resno zmanjšanje toplotne prevodnosti, saj majhna velikost zrn povzroča številne učinke sipanja na mejah zrn.  Različne metode nanašanja amorfnih filmov bodo povzročile razlike v nečistočah in velikostih zrn. 
Najenostavnejši pristop k modeliranju sipanja fononov na mejah zrn je povečanje stopnje sipanja z uvedbo te enačbe:
{\displaystyle \tau _{G}^{-1}=B{\frac {v}{d_{G}}}}
kjer je B brezdimenzijski parameter, ki je v korelaciji s koeficientom odboja fononov na mejah zrn, d G je značilna velikost zrn in v je hitrost fononov skozi material. Bolj formalen pristop k ocenjevanju stopnje sipanja je:
{\displaystyle {\tau _{G}}^{-1}={\frac {2\nu }{\pi d_{G}}}\left[1-\exp \left(-{\frac {\pi ^{2}}{4}}\nu _{G}\right)\right]}
kjer je v G brezdimenzijska moč sipanja na meji zrn, definirana kot
{\displaystyle \nu _{G}=\sum _{j}\sigma _{j}\nu _{j}}
Tukaj {\displaystyle \sigma _{j}} je presek mejnega območja zrn, ν j pa gostota mejnega območja zrn. 

### Merjenje toplotne prevodnosti tankih plasti
Obstajata dva pristopa za eksperimentalno določanje toplotne prevodnosti tankih plasti. Cilj eksperimentalnega meroslovja toplotne prevodnosti tankih plasti je doseči natančno toplotno meritev brez motenj v lastnostih tanke plasti.
Električno ogrevanje se uporablja za tanke plasti, ki imajo nižjo toplotno prevodnost kot podlaga; je dokaj natančen pri merjenju izvenravninske prevodnosti. Pogosto sta uporovni grelec in termistor izdelana na vzorčnem filmu z visoko prevodno kovino, kot je aluminij . Najbolj preprost pristop bi bil uporaba toka v stanju dinamičnega ravnovesja in merjenje spremembe temperature sosednjih termistorjev. Bolj vsestranski pristop uporablja AC signal, ki se uporablja za elektrode. Tretji harmonik AC signala razkriva segrevanje in temperaturna nihanja materiala. 
Lasersko segrevanje je brezkontaktna meroslovna metoda, ki uporablja pikosekundne in nanosekundne laserske impulze za prenos toplotne energije na substrat. Lasersko ogrevanje uporablja mehanizem črpalka-sonda; žarek črpalke vnaša energijo v tanko plast, medtem ko sondni žarek zaznava značilnosti širjenja energije skozi film. Lasersko segrevanje je prednostno, ker je mogoče natančno nadzorovati energijo, dovedeno v film; poleg tega kratko trajanje segrevanja loči toplotno prevodnost tankega filma od podlage.